# Тигина (волейбольный клуб, Бендеры)
«Тигина» (молд. Tighina) — приднестровский волейбольный клуб, базирующийся в городе Бендеры. Из-за международной непризнанности Приднестровской Молдавской Республики выступает под флагом Молдавии. Основан в 2017 году. Команда играет в вышей лиге Молдавского чемпионата. Домашние матчи играет в зале СДЮШОР № 2. Основные цвета: желто-черные.

## История
Волейбольный клуб «Тигина» входит в общегородской Спортивный Клуб «Тигина» в нём баскетбольный, футбольный и волейбольный клуб «Тигина».
2017 год стал первым для ВК Тигины. В Кубке Молдовы сезон 2017 команда заняла 3 место, в сезоне 2018 Тигина завоевали золотые медали. В Чемпионате сезон 2017/18 команда финишировала на 3 месте.

## Достижения
- Победитель Кубка Молдавии (1): 2018[1]
- Кубок Молдавии по волейболу (1): 2017
- Бронзовый призёр (1): Чемпионат Молдавии по волейболу 2017/18
- Победитель Чемпионата ПМР (1) :2019

## Состав
| ФИО                     | ГОД РОЖДЕНИЯ         | НОМЕР |
| ЦЕНТРАЛЬНЫЕ БЛОКИРУЮЩИЕ |                      |       |
| Чмиль Павел (с)         | 1992                 | 3     |
| Акинин Алескандр        | 1993                 | 15    |
| Грек Сергей             | 2002                 | 1     |
| ДИОГАНАЛЬНЫЕ            |                      |       |
| Мотузко Евгений         | 1998                 | 11    |
| Лысяный Александр       | 1989                 | 4     |
| ДОИГРОВЩИКИ             |                      |       |
| Спасский Александр (2)  | 1992                 | 7     |
| Махнач Александр        | 2000                 | 13    |
| Адук Антон              | 1998                 | 5     |
| Днищенко Алексей        | 1988                 | 14    |
| СВЯЗУЮЩИЕ               |                      |       |
| Шаларь Иван             | 2002                 | 8     |
| Козловский Даниил (3)   | 2000                 | 9     |
| ЛИБЕРО                  |                      |       |
| Шаларь Максим           | 1991                 | 10    |
| Главный тренер:         | Козловский Алекснадр |       |
| Тренер:                 | Сандуца Андрей       |       |
|                         | Шаларь Андрей        |       |